# Parnassius epaphus
Parnassius epaphus là một loài bướm được tìm thấy ở Ấn Độ và Nepal.

## Phân bố
Loài này phân bố ở vùng núi Tây Tạng và Trung Á.

## Bảo tồn
Do sự phân bố của nó nên loài này không bị đe dọa, tuy nhiên phân loài P. e. hillensis được bảo vệ bởi pháp luật Ấn Độ.